# Parque Estadual Marinho de Areia Vermelha
O Parque Estadual Marinho de Areia Vermelha é um parque estadual localizado no município de Cabedelo, no estado da Paraíba. Apresenta uma área de 231 hectares, e foi criado pelo decreto estadual nº 21.263 de 28 de agosto de 2000.

## Características gerais
O ponto central do parque é a ilha de Areia Vermelha, que é um banco de areia de cerca de dois quilômetros de comprimento por um de largura, em frente a praia de Camboinha, Cabedelo. Aparece sempre na baixa-mar, do mesmo modo que os corais de picãozinho, em Tambaú. É um ótimo lugar para banhos, já que possui piscinas naturais e corais, numa água transparente de tom verde-claro. Nos corais que a cercam é necessário cuidado e prudência. Não é aconselhado andar sobre eles, para evitar acidentes, bem como a depredação destes.
Um parque estadual não constitui categoria de unidade de conservação prevista no Sistema Nacional de Unidades de Conservação. Percebe-se então que se faz necessária alteração na legislação correspondente de modo que ela se adeque à nova legislação, como preveem o artigo 55 da Lei Federal nº 9.985, de 18 de junho de 2000, e o artigo 40 do Decreto Federal nº 4.340, de 22 de agosto de 2002.

## Comércio no Parque
Até meados de novembro de 2015, em Areia Vermelha, era permitido a venda e o consumo de bebidas e alimentos no local, com poucos comerciantes sendo autorizados pela Superintendência de Administração do Meio Ambiente (Sudema). Barcos-bares eram ancorados na ilha, servindo comidas e bebidas aos visitantes. Os comerciantes também podiam colocar mesas, cadeiras, som e churrasqueiras na areia.

### Proibição
Sendo um dos principais pontos turísticos do litoral do estado, a crescente visitação por locais e turistas, associado com as práticas até então adotadas no Parque, trouxe graves problemas ao ecossistema local, causando cada vez mais a degradação da fauna e a flora da ilha, que incluía a destruição de corais, levando também a uma indesejável infestação de bagres na região, que eram atraídos pelos restos de comida deixados pelos visitantes.
Em razão disso, visando garantir a preservação do Parque, em 12 de novembro de 2015, o Ministério Público, o Governo do Estado da Paraíba e a Prefeitura de Cabedelo, firmaram um Termo de Ajustamento de Conduta (TAC), que proibia a venda e o consumo de bebidas e comidas em Areia Vermelha. As restrições entraram em vigor no dia 12 de janeiro de 2016. A partir daí, os turistas que passassem a visitar a ilha e quisessem descer para a areia ou para tomar banho nas piscinas naturais, teriam que deixar comidas e bebidas nos barcos, sob risco de multa para os infratores. A fiscalização passou a ficar a cargo da própria Sudema e da Polícia Ambiental do estado.

## Restrição de visitas
No início de 2024, a visitação à ilha de Areia Vermelha passou a ser controlada, sendo possível apenas através de agendamento prévio. O número de visitantes diários também passou a ser estabelecido, não podendo ultrapassar 1 100 pessoas.

## Objetivos
1. Proteger e preservar integralmente os recursos naturais do ecossistema: a coroa, os recifes, a periferia (piscinas naturais), a fauna e a flora marinhas.
2. Despertar nos visitantes consciência ecológica e conservacionista.
3. Controlar e ordenar o turismo sustentável e as demais atividades econômicas compatíveis com a conservação ambiental.
4. Gerenciar e fiscalizar a área para utilização racional do espaço.
5. Controlar e fiscalizar as atividades degradadoras.
6. Garantir a integridade da paisagem.

## Interdições
1. Implantação de atividades que venham a causar danos, poluição e degradação do ecossistema.
2. Lançamento de resíduos e detritos de qualquer natureza passíveis de provocar danos à área.
3. Exercício de atividades de captura, pesca, extrativismo e degradação da fauna e da flora, inclusive os recifes.
4. Uso de equipamentos náuticos não autorizados.
5. As demais atividades danosas previstas na legislação ambiental.